# Eva Outratová
Eva Outratová, rodným jménem Eva Strimplová (16. února 1912 Paříž – 3. listopadu 1989 Praha) byla česká překladatelka narozená ve Francii. Překládala z francouzštiny, angličtiny, ruštiny a také do francouzštiny. Věnovala se hlavně knižním překladům, ale její překlady byly použity také v televizních a rozhlasových inscenacích nebo namluveny jako audioknihy. Překládala též pro filmový a televizní dabing.

## Život a kariéra
Narodila se v Paříži, jejími rodiči byli Ludvík Strimpl a Jiřina Strimplová. Její manžel Vladimír Outrata se také podílel (např. předmluvou, poznámkami o autorech ap.) na některých knihách, které Eva Outratová překládala (obdobným způsobem participoval i na jiných titulech, byl též autorem nebo spoluautorem odborných publikací, především z oblasti mezinárodního práva).

## Knižní překlady
Z francouzské literatury přeložila řadu klasických děl. Z románů Émile Zoly přeložila Germinal, Paříž a Země. Z díla Honoré de Balzaca přeložila Lesk a bída kurtizán a jednu část v trojsvazku Velikost a pád Césara Birotteaua / Bankovní dům Nucingen / Dcera Evina.. Dále přeložila např. Římské procházky od Stendhala. Její překlady jsou též součástí rozsáhlého výboru (cca 450 stran) z díla André Bretona, zakladatele a významného představitele surrealismu. Je nutné zmínit též knihu Kristus znovu ukřižovaný od Nikose Kazantzakise. Z ruštiny se podílela např. na překladu Dějin ruské literatury.
Systematicky se věnovala také překladům detektivní literatury, především z angličtiny. Spolu se svým manželem připravila jednu z prvních reprezentativních antologií detektivních povídek. První vydání knihy 21 detektivů vyšlo v roce 1967, druhé vydání v roce 1970 pod pozměněným názvem  Jeden a dvacet detektivů (nezaměňovat s jinou antologii z roku 2003 s velmi podobným názvem Jednadvacet detektivů, kterou připravili zahraniční editoři). Třetí vydání (1992) znovu pod původním názvem. Sbírka je průřezem tvorby zakladatelů žánru (16 povídek anglické a pět americké provenience). Kromě toho obsahuje medailónky všech autorů a pokud detektiv z povídky vystupuje i v dalších dílech autora, tak i medailónek daného detektiva. Antologie má též vysoké až velmi vysoké hodnocení na čtenářských webech.
Jen pro edici Smaragd, která jako první edice v Československu byla na zaměřena detektivní a krimi literaturu, přeložila knihy šesti známých i méně známých autorů detektivek (Margery Allinghamová, Ross Macdonald, John Cecil Masterman, Michael Francis Gilbert, Stanley Ellin, Patricia Moyseová). Byla též členkou redakční rady Revue Smaragd, která ovšem byla po roce 1969 rozprášena. Zatímco v edici Smaragd vycházely detektivní romány, Revue Smaragd měla být jejím doplňkem s detektivními povídkami, na pomezí knižní a periodické publikace. Redakce stihla vydat jen první tři svazky, na rok 1970 byly připraveny další tři svazky, ale ty již nevyšly.
Pro jiné edice, případně mimo edice, přeložila tituly od Agathy Christie (asi nejvíce vydání se dočkal román Vražda Rogera Ackroyda), Dorothy L. Sayersové, Erle Stanleyho Gardnera, Johna Dicksona Carra nebo S. S. Van Dineho. Z francouzské detektivní a krimi literatury přeložila např. Abonent trati U (Claude Aveline) nebo Výtah na popraviště (Noël Calef: autor se narodil v Bulharsku, ale žil v Paříži a psal francouzsky; román byl též úspěšně zfilmován).

## Inscenace, audioknihy
Její překlady byly použity také v televizních inscenacích, např. konverzační komedie G. B. Shawa Jak obelhal manžela (1963), detektivní příběh podle povídky anglického spisovatele Edmunda Crispina Lacrimae rerum (1967) nebo další detektivní příběh Smrt počestné paní (1969). V Československém, resp. Českém rozhlase bylo natočeno několik rozhlasových dramatizací, např. Vodník od  Gilbert Keitha Chestertona nebo Slavné případy Sherlocka Holmese od Sira Arthura Conana Doyleho, jejichž sedmý díl (Škola v opatství) lze zakoupit v Radiotéce Českého rozhlasu ve formátu MP3. Supraphon vydal jako audioknihu klasický román Agathy Christie Vražda Rogera Ackroyda: překlad Evy Outratové namluvil Ladislav Lakomý.